# 聖慶 (僧)
聖慶（しょうけい/しょうきょう、仁平3年（1153年） - 承安5年3月6日（1175年3月29日））は、平安時代の三論宗の僧。村上源氏の源師行は父。兄に源有房、源時房。僧の覚助、道慶等は甥に当たる。

## 経歴
大和の東大寺で恵珍に師事し、嘉応元年（1169年）大安寺（南大寺）の別当となると平清盛の依頼で妙法蓮華経を講じるなど、高い学識で知られた。その後若くして没した。

## 参考資料
- 「日本人名大辞典」講談社
- 「公卿類別譜」